# Coupe de France masculine de handball 2019-2020
Navigation
Coupe de France 2018-2019 Coupe de France 2020-2021
La coupe de France masculine de handball 2019-2020 est la 37e édition de la compétition. Il s'agit d'une épreuve à élimination directe mettant aux prises des clubs de handball amateur et professionnel affiliés à la Fédération française de handball.
Le tenant du titre est le Chambéry SMB HB.
Les finales (départementale, régionale et nationale) étaient prévues le 16 mai 2020 à l'Aréna du Pays d'Aix à Aix-en-Provence.
Le 24 mars 2020, la Fédération française de handball décide de l'annulation de l'ensemble des compétitions nationales (hors championnats professionnels) en raison de la pandémie de Covid-19.

## Déroulement de la compétition
La compétition, réservée aux équipes premières des clubs évoluant dans les divisions nationales, se déroule sur onze tours dont la finale à Paris. Les clubs de Nationale 3 et Nationale 2 commencent dès le premier tour alors que ceux de Starligue entrent lors des seizièmes de finale.
| Tour             | Tirage au sort                                                                        | Dates                      | Matchs                                        | Entrants                                      |
| ---------------- | ------------------------------------------------------------------------------------- | -------------------------- | --------------------------------------------- | --------------------------------------------- |
| 1er tour         | par secteur géographique                                                              | 7 et 8 septembre 2019      | 70                                            | Clubs de Nationale 3 et Nationale 2           |
| 2e tour          | par secteur géographique                                                              | 28 et 29 septembre 2019    | 38                                            | -                                             |
| 3e tour          | par secteur géographique sans protection                                              | 11 au 13 octobre 2019      | 31                                            | Clubs de Nationale 1                          |
| 4e tour          | par secteur géographique sans protection                                              | 25 au 27 octobre 2019      | 22                                            | 12 clubs de Nationale 1                       |
| 32es de finale   | par secteur géographique, les clubs entrants se déplacent et ne peuvent se rencontrer | 16 et 17 novembre 2019     | 18                                            | Clubs de Proligue                             |
| 16es de finale   | par secteur géographique, les clubs entrants se déplacent et ne peuvent se rencontrer | 6 au 8 décembre 2019       | 16                                            | Clubs de Starligue                            |
| 8es de finale    | intégral                                                                              | 31 janv. au 2 février 2020 | 8                                             | -                                             |
| Quarts de finale | intégral                                                                              | 7 et 8 mars 2020           | 4                                             | -                                             |
| Demi-finales     | intégral                                                                              | 4 et 5 avril 2020          | annulées en raison de la pandémie de Covid-19 | annulées en raison de la pandémie de Covid-19 |
| Finale           | intégral                                                                              | 16 mai 2020                | annulées en raison de la pandémie de Covid-19 | annulées en raison de la pandémie de Covid-19 |

### Déroulement des rencontres
Un match se déroule en deux mi-temps de 30 minutes entrecoupées d'un temps de repos de 15 minutes. En cas d’égalité à la fin du temps réglementaire on effectue une épreuve des tirs au but. Les équipes peuvent inscrire jusqu'à 14 joueurs sur la feuille de match.

## Tours préliminaires

### Premier tour
Le premier tour s'est déroulé le samedi 7 et dimanche 8 septembre 2019. Les clubs de Nationale 3 et de Nationale 2 entrent en lice.

### Deuxième tour
Le deuxième tour s'est déroulé les samedi 28 et dimanche 29 septembre 2019 :

### Troisième tour
Le troisième tour se déroule du vendredi 11 au dimanche 13 octobre 2019.

### Quatrième tour
Le quatrième tour, correspondant aux soixante-quatrièmes de finale, a lieu du vendredi 25 au dimanche 27 octobre 2019.
Douze clubs de Nationale 1 font leur entrée : Club omnisports de Vernouillet, Grenoble St-Martin-d'Hères MIH, Livry-Gargan, Saint-Marcel Vernon, Villeurbanne, Sarrebourg Moselle-Sud, Belfort AU HB, Caen Handball, Angers SCO, Frontignan Thau Handball et Handball Bagnols Gard rhodanien.
Évoluant en Nationale 2, le PL Granville Handball réalise l'exploit de se qualifier face au CPB Rennes évoluant pourtant en Nationale 1. Il s'agit de la première qualification de son histoire en 1/32 de finale.
Le CS Vesoul et Grand Poitiers HB 86, autres représentants de Nationale 2, s'imposent contre Folschwiller et ASB Rezé Handball, évoluant en Nationale 1.
En revanche, il n'y a plus d'équipe de Nationale 3 après les éliminations de La Seyne Var Handball, Villemomble Handball,, HB Rhone Eyrieux Ardèche et AS Saint-Mandé Handball respectivement par Gazélec Ajaccio, Torcy Handball Marne-la-Vallée, CS Bourgoin Jallieu HB et Caen Handball.

### Trente-deuxièmes de finale
Les trente-deuxièmes de finale, marqués par l'entrée des clubs de Proligue (D2), ont lieu les samedi 16 et dimanche 17 novembre 2019.
| Date               | Club recevant                       | Score   | Club visiteur                  |
| ------------------ | ----------------------------------- | ------- | ------------------------------ |
| 16 novembre, 18h00 | Club omnisports de Vernouillet (N1) | 37 – 26 | Massy Essonne                  |
| 16 novembre, 18h30 | Élite Val d'Oise Handball (N1)      | 25 – 24 | Handball Hazebrouck 71 (N1)    |
| 16 novembre, 20h00 | Pau Nousty Sports (N1)              | 26 – 36 | Limoges Hand 87                |
| 16 novembre, 20h00 | Grand Poitiers HB 86 (N2)           | 32 – 33 | Angers SCO (N1)                |
| 16 novembre, 20h15 | CS Vesoul (N2)                      | 36 – 37 | Sélestat Alsace handball       |
| 16 novembre, 20h15 | CS Annecy-le-Vieux (N1)             | 38 – 33 | Grand Nancy Métropole HB       |
| 16 novembre, 20h30 | Saint-Marcel Vernon (N1)            | 29 – 30 | Saran Loiret HB                |
| 16 novembre, 20h30 | Torcy Handball Marne-la-Vallée (N1) | 27 – 34 | Pontault-Combault Handball     |
| 16 novembre, 20h30 | Sarrebourg Moselle-Sud (N1)         | 26 – 21 | Strasbourg Schiltigeim AHB     |
| 16 novembre, 20h30 | Frontignan Thau Handball (N1)       | 26 – 21 | Cavigal Nice Handball          |
| 16 novembre, 20h45 | Villeurbanne HBA (N1)               | 19 – 29 | Grand Besançon DH              |
| 16 novembre, 21h00 | Livry-Gargan (N1)                   | 24 – 30 | ASPTT Mulhouse/Rixheim (N1)    |
| 17 novembre, 15h00 | PL Granville Handball (N2)          | 25 – 36 | JS Cherbourg                   |
| 17 novembre, 15h00 | CS Bourgoin Jallieu HB (N1)         | 18 – 33 | Dijon Métropole Handball       |
| 17 novembre, 15h00 | AS Lyon Caluire (N1)                | 32 – 30 | Valence Handball               |
| 17 novembre, 16h00 | US Saintes HB (N1)                  | 32 – 37 | Billère Handball               |
| 17 novembre, 16h00 | Caen Handball (N1)                  | 27 – 26 | Cesson Rennes MHB              |
| 17 novembre, 16h00 | Gazélec Ajaccio (N1)                | 41 – 30 | HB Bagnols Gard rhodanien (N1) |

Ces trente-deuxièmes de finale sont marqués par l'élimination de six clubs de Proligue dès leur entrée en lice, soit pratiquement la moitié des représentants de la deuxième division. Massy, Nancy, Strasbourg Schiltigeim, Valence, Nice et Cesson Rennes sont respectivement battus par Vernouillet, Annecy, Sarrebourg, Lyon, Frontignan et Caen, tous participants à la Nationale 1.
Les trois clubs de Nationale 2 encore en lice ont été éliminés : le CS Vesoul et le Grand Poitiers HB 86 ne s'inclinant que d'un but face à Sélestat (D2) et Angers (N1). Le PL Granville Handball, pour le premier trente-deuxième de son histoire, subit pour sa part une large défaite contre JS Cherbourg (D2).

### Seizièmes de finale
Les seizièmes de finale, marqués par l'entrée des clubs de Starligue (D1), ont lieu du 6 au 8 décembre 2019.
| Date       | Club recevant                       | Score   | Club visiteur                 |
| ---------- | ----------------------------------- | ------- | ----------------------------- |
| 6 décembre | Limoges Hand 87 (D2)                | 24 – 39 | C' Chartres                   |
| 6 décembre | Club omnisports de Vernouillet (N1) | 25 – 31 | US Ivry                       |
| 8 décembre | Angers SCO (N1)                     | 24 – 41 | HBC Nantes                    |
| 8 décembre | JS Cherbourg (D2)                   | 32 – 30 | Fenix Toulouse Handball       |
| 8 décembre | Caen Handball (N1)                  | 25 – 28 | Billère Handball (D2)         |
| 8 décembre | ASPTT Mulhouse/Rixheim (N1)         | 27 – 45 | Tremblay-en-France Handball   |
| 8 décembre | Pontault-Combault Handball (D2)     | 26 – 28 | Paris Saint-Germain Handball  |
| 8 décembre | Sarrebourg Moselle-Sud (N1)         | 29 – 32 | Dunkerque HGL                 |
| 8 décembre | Saran Loiret HB (D2)                | 28 – 31 | US Créteil                    |
| 8 décembre | Élite Val d'Oise Handball (N1)      | 25 – 31 | Sélestat Alsace handball (D2) |
| 8 décembre | AS Lyon Caluire (N1)                | 22 – 37 | Chambéry SMB HB               |
| 6 décembre | Grand Besançon DH (D2)              | 27 – 30 | Pays d'Aix UC                 |
| 7 décembre | Dijon Métropole Handball (D2)       | 25 – 32 | USAM Nîmes Gard               |
| 7 décembre | Gazélec Ajaccio (N1)                | 37 – 30 | Istres Provence Handball      |
| 7 décembre | Frontignan Thau Handball (N1)       | 26 – 36 | Saint-Raphaël Var Handball    |
| 8 décembre | CS Annecy-le-Vieux (N1)             | 26 – 35 | Montpellier Handball          |

Douze des quatorze clubs de Starligue (D1) se sont qualifiés pour les huitièmes de finale, puisque seuls Toulouse et Istres ont été éliminés. Avec des effectifs majoritairement composés de joueurs des équipes réserves, Toulousains et Istréens se sont inclinés respectivement à Cherbourg (32-30) et Ajaccio (37-30). En plus de Cherbourg et Ajaccio, désormais le Petit Poucet car dernier pensionnaire de Nationale 1, les deux dernières équipes non-membres de l'élite sont Billère et Sélestat.

## Tableau final
Il n'y a pas de tirage intégral par tableau, un tirage au sort est effectué pour chaque tour de qualification.
|  | Huitièmes de finale 31 janvier au 2 février 2020 | Huitièmes de finale 31 janvier au 2 février 2020 |                             |    | Quarts de finale 7 et 8 mars 2020 | Quarts de finale 7 et 8 mars 2020 |  |  | Demi-finales 4 et 5 avril 2020 | Demi-finales 4 et 5 avril 2020 |  |  | Finale 16 mai 2020 | Finale 16 mai 2020 |
|  | Huitièmes de finale 31 janvier au 2 février 2020 | Huitièmes de finale 31 janvier au 2 février 2020 |                             |    | Quarts de finale 7 et 8 mars 2020 | Quarts de finale 7 et 8 mars 2020 |  |  | Demi-finales 4 et 5 avril 2020 | Demi-finales 4 et 5 avril 2020 |  |  | Finale 16 mai 2020 | Finale 16 mai 2020 |
|  |                                                  |                                                  |                             |    |                                   |                                   |  |  |                                |                                |  |  |                    |                    |
|  | 2 février 2020                                   | 2 février 2020                                   |                             |    | 8 mars 2020                       | 8 mars 2020                       |  |  | Annulé                         | Annulé                         |  |  | Annulé             | Annulé             |
|  | 2 février 2020                                   | 2 février 2020                                   |                             |    | 8 mars 2020                       | 8 mars 2020                       |  |  | Annulé                         | Annulé                         |  |  | Annulé             | Annulé             |
|  | HBC Nantes                                       | 27                                               |                             |    | 8 mars 2020                       | 8 mars 2020                       |  |  | Annulé                         | Annulé                         |  |  | Annulé             | Annulé             |
|  | HBC Nantes                                       | 27                                               |                             |    | 8 mars 2020                       | 8 mars 2020                       |  |  | Annulé                         | Annulé                         |  |  | Annulé             | Annulé             |
|  | Chambéry SMB HB                                  | 24                                               |                             |    | 8 mars 2020                       | 8 mars 2020                       |  |  | Annulé                         | Annulé                         |  |  | Annulé             | Annulé             |
|  | Chambéry SMB HB                                  | 24                                               | HBC Nantes                  | 43 |                                   |                                   |  |  | Annulé                         | Annulé                         |  |  | Annulé             | Annulé             |
|  | 31 janvier 2020                                  |                                                  | HBC Nantes                  | 43 |                                   |                                   |  |  | Annulé                         | Annulé                         |  |  | Annulé             | Annulé             |
|  | US Ivry                                          | 26                                               |                             |    |                                   |                                   |  |  | Annulé                         | Annulé                         |  |  | Annulé             | Annulé             |
|  | US Ivry                                          | 26                                               | JS Cherbourg (D2)           | 22 |                                   |                                   |  |  | Annulé                         | Annulé                         |  |  | Annulé             | Annulé             |
|  | 7 mars 2020                                      |                                                  | JS Cherbourg (D2)           | 22 |                                   |                                   |  |  | Annulé                         | Annulé                         |  |  | Annulé             | Annulé             |
|  | US Ivry                                          | 33                                               |                             |    |                                   |                                   |  |  | Annulé                         | Annulé                         |  |  | Annulé             | Annulé             |
|  | US Ivry                                          | 33                                               | HBC Nantes                  |    |                                   |                                   |  |  |                                |                                |  |  | Annulé             | Annulé             |
|  | 1er février 2020                                 |                                                  |                             |    |                                   |                                   |  |  |                                |                                |  |  | Annulé             | Annulé             |
|  | C' Chartres MHB                                  |                                                  |                             |    |                                   |                                   |  |  |                                |                                |  |  | Annulé             | Annulé             |
|  | Pays d'Aix UC                                    | 28tab                                            |                             |    |                                   |                                   |  |  |                                |                                |  |  | Annulé             | Annulé             |
|  | Pays d'Aix UC                                    | 28tab                                            | Annulé                      |    |                                   |                                   |  |  |                                |                                |  |  | Annulé             | Annulé             |
|  | USAM Nîmes Gard                                  | 26                                               |                             |    |                                   |                                   |  |  |                                |                                |  |  | Annulé             | Annulé             |
|  | USAM Nîmes Gard                                  | 26                                               | Pays d'Aix UC               | 30 |                                   |                                   |  |  |                                |                                |  |  | Annulé             | Annulé             |
|  | 1er février 2020                                 |                                                  | Pays d'Aix UC               | 30 |                                   |                                   |  |  |                                |                                |  |  | Annulé             | Annulé             |
|  | C' Chartres MHB                                  | 32tab                                            |                             |    |                                   |                                   |  |  |                                |                                |  |  | Annulé             | Annulé             |
|  | C' Chartres MHB                                  | 32tab                                            | Tremblay-en-France Handball | 30 |                                   |                                   |  |  |                                |                                |  |  | Annulé             | Annulé             |
|  | 8 mars 2020                                      |                                                  | Tremblay-en-France Handball | 30 |                                   |                                   |  |  |                                |                                |  |  | Annulé             | Annulé             |
|  | C' Chartres MHB                                  | 33                                               |                             |    |                                   |                                   |  |  |                                |                                |  |  | Annulé             | Annulé             |
|  | C' Chartres MHB                                  | 33                                               |                             |    |                                   |                                   |  |  |                                |                                |  |  |                    |                    |
|  | 31 janvier 2020                                  |                                                  |                             |    |                                   |                                   |  |  |                                |                                |  |  |                    |                    |
|  |                                                  |                                                  |                             |    |                                   |                                   |  |  |                                |                                |  |  |                    |                    |
|  | Gazélec Ajaccio (N1)                             | 25                                               |                             |    |                                   |                                   |  |  |                                |                                |  |  |                    |                    |
|  | Gazélec Ajaccio (N1)                             | 25                                               |                             |    |                                   |                                   |  |  |                                |                                |  |  |                    |                    |
|  | Paris Saint-Germain                              | 39                                               |                             |    |                                   |                                   |  |  |                                |                                |  |  |                    |                    |
|  | Paris Saint-Germain                              | 39                                               | Paris Saint-Germain         | 32 |                                   |                                   |  |  |                                |                                |  |  |                    |                    |
|  | 2 février 2020                                   |                                                  | Paris Saint-Germain         | 32 |                                   |                                   |  |  |                                |                                |  |  |                    |                    |
|  | Dunkerque HGL                                    | 21                                               |                             |    |                                   |                                   |  |  |                                |                                |  |  |                    |                    |
|  | Dunkerque HGL                                    | 21                                               | Saint-Raphaël Var Handball  | 27 |                                   |                                   |  |  |                                |                                |  |  |                    |                    |
|  | 8 mars 2020                                      |                                                  | Saint-Raphaël Var Handball  | 27 |                                   |                                   |  |  |                                |                                |  |  |                    |                    |
|  | Dunkerque HGL                                    | 31                                               |                             |    |                                   |                                   |  |  |                                |                                |  |  |                    |                    |
|  | Dunkerque HGL                                    | 31                                               | Paris Saint-Germain         |    |                                   |                                   |  |  |                                |                                |  |  |                    |                    |
|  | 31 janvier 2020                                  |                                                  |                             |    |                                   |                                   |  |  |                                |                                |  |  |                    |                    |
|  | Montpellier Handball                             |                                                  |                             |    |                                   |                                   |  |  |                                |                                |  |  |                    |                    |
|  | US Créteil                                       | 33                                               |                             |    |                                   |                                   |  |  |                                |                                |  |  |                    |                    |
|  | US Créteil                                       | 33                                               |                             |    |                                   |                                   |  |  |                                |                                |  |  |                    |                    |
|  | Billère Handball (D2)                            | 20                                               |                             |    |                                   |                                   |  |  |                                |                                |  |  |                    |                    |
|  | Billère Handball (D2)                            | 20                                               | US Créteil                  | 31 |                                   |                                   |  |  |                                |                                |  |  |                    |                    |
|  | 1er février 2020                                 |                                                  | US Créteil                  | 31 |                                   |                                   |  |  |                                |                                |  |  |                    |                    |
|  | Montpellier Handball                             | 32tab                                            |                             |    |                                   |                                   |  |  |                                |                                |  |  |                    |                    |
|  | Montpellier Handball                             | 32tab                                            | Montpellier Handball        | 36 |                                   |                                   |  |  |                                |                                |  |  |                    |                    |
|  |                                                  |                                                  | Montpellier Handball        | 36 |                                   |                                   |  |  |                                |                                |  |  |                    |                    |
|  | Sélestat Alsace handball (D2)                    | 15                                               |                             |    |                                   |                                   |  |  |                                |                                |  |  |                    |                    |

### Huitièmes de finale
Les huitièmes de finale ont lieu du 31 janvier au 2 février 2020.
| Date             | Club recevant               | Score      | Club visiteur                 |
| ---------------- | --------------------------- | ---------- | ----------------------------- |
| 31 janvier 2020  | JS Cherbourg (D2)           | 22 – 33    | US Ivry                       |
| 31 janvier 2020  | US Créteil                  | 33 – 20    | Billère Handball (D2)         |
| 31 janvier 2020  | Gazélec Ajaccio (N1)        | 25 – 39    | Paris Saint-Germain Handball  |
| 1er février 2020 | Pays d'Aix UC               | 28tab – 26 | USAM Nîmes Gard               |
| 1er février 2020 | Montpellier Handball        | 36 – 15    | Sélestat Alsace handball (D2) |
| 1er février 2020 | Tremblay-en-France Handball | 30 – 33    | C' Chartres MHB               |
| 1er février 2020 | Saint-Raphaël Var Handball  | 27 – 31    | Dunkerque HGL                 |
| 2 février 2020   | HBC Nantes                  | 27 – 24    | Chambéry SMB HB               |

Les résultats sont conformes à la hiérarchie puisque les 4 équipes n'appartenant pas à l'élite sont éliminées. Parmi les résultats, on peut noter les victoires à l'extérieur de Chartres à Tremblay (30-33) et de Dunkerque à Saint-Raphaël (27-31). Quant au match entre Aix et Nîmes, il s'est terminé aux tirs au but (pas de prolongation) alors que Nîmes menait de 6 buts à la 53e minute (25-25, 3-1tab).

### Quarts de finale
Les quarts de finale ont lieu les 7 et 8 mars 2020.
| Date               | Club recevant       | Score      | Club visiteur        |
| ------------------ | ------------------- | ---------- | -------------------- |
| 7 mars 2020, 18h30 | Pays d'Aix UC       | 30 – 32tab | C' Chartres MHB      |
| 8 mars 2020, 17h00 | HBC Nantes          | 43 – 26    | US Ivry              |
| 8 mars 2020, 16h30 | US Créteil          | 31 – 32tab | Montpellier Handball |
| 8 mars 2020, 18h00 | Paris Saint-Germain | 32 – 21    | Dunkerque HGL        |

Lors du premier match de ces quarts de finale, Chartres a confirmé sa bonne forme du moment en allant s'imposer aux tirs au but à Aix qui ne pourra donc pas jouer sa finale à domicile à l’Arena du Pays d’Aix le 16 mai. Les autres matchs sont conformes à la hiérarchie puisque les deux premiers du championnat se sont facilement imposés à domicile avec plus de 10 buts d'écart. Ce fut bien plus compliqué pour Montpellier à Créteil, lanterne rouge du championnat : malgré une avance de huit longueurs à la pause (10-18), Montpellier a dû passer par une phase de tirs au but pour se qualifier pour les demi-finales.

### Demi-finales
Les demi-finales étaient prévues les 4 et 5 avril 2020.
| Date           | Club recevant       | Score   | Club visiteur        |
| -------------- | ------------------- | ------- | -------------------- |
| 4/5 avril 2020 | HBC Nantes          | .. – .. | C' Chartres MHB      |
| 4/5 avril 2020 | Paris Saint-Germain | .. – .. | Montpellier Handball |

Les matchs sont annulés à la suite de la décision de la FFHB en raison de la pandémie de Covid-19.